# Hosa Agrahara, Krishnarajanagara
Hosa Agrahara là một làng thuộc tehsil Krishnarajanagara, huyện Mysore, bang Karnataka, Ấn Độ.